# Domenico Montesano
Domenico Alessandro Emmanuele Montesano (Potenza, 22 de dezembro de 1863 – Nápoles, 1 de outubro de 1930) foi um matemático italiano. Teve influência decisiva na elaboração e desenvolvimento da teoria sobre a congruência linear e dos complexos bilineares das cônicas na Itália.

## Biografia
Irmão mais velho do psiquiatra Giuseppe Ferruccio Montesano.
Foi discípulo de Luigi Cremona e Giuseppe Battaglini, obtendo a graduação em Roma em 1884.
Foi palestrante do Congresso Internacional de Matemáticos em Roma (1908).